# Università Internazionale di Catalogna
L'Universidad Internacional de Cataluña è un istituto universitario privato di Barcellona. È stata fondata nel 1997 secondo il principio dell'Umanesimo cristiano e fornisce sostegno pastorale attraverso la prelatura dell'Opus Dei.

## Rettori
- Jordi Cervós Navarro (1997-2001)
- Josep Argemí Renom (2001-2010)
- Alavedra Ribot (2010-in carica)